# Boxe aux Jeux asiatiques de 1994
Navigation
Édition précédente Édition suivante
Les compétitions de boxe anglaise des Jeux asiatiques 1994 se sont déroulées du 2 au 16 octobre à Hiroshima, Japon.

## Résultats

### Podiums
| Catégories                    | Or                  | Argent               | Bronze                                 |
| Poids mi-mouches (-48 kg)     | Mansueto Velasco    | Pramuansak Phosuwan  | Birju Sah Hermensen Ballo              |
| Poids mouches (-51 kg)        | Elias Recaido       | Kenji Nakazono       | Ali Muhammad Qambrani Vichai Khadpo    |
| Poids coqs (-54 kg)           | Yeom Jong-kil       | Abdul Khaliq         | Gurmeet Singh Anthony Igusquisa        |
| Poids plumes (-57 kg)         | Somluck Kamsing     | Zaigham Maseel       | Nemo Bahari Eric Canoy                 |
| Poids légers (-60 kg)         | Tsuyoshi Yaegashi   | Chaleo Somewong      | Juma Seghaier Bekmurat Durdiyev        |
| Poids super-légers (-63,5 kg) | Reynaldo Galido     | Usman Ullah Khan     | Bolat Niyazymbetov Pornchai Thongburan |
| Poids welters (-67 kg)        | Nurzhan Smanov      | Arkhom Chenglai      | Anoushiravan Nourian Nariman Ataev     |
| Poids super-welters (-71 kg)  | Kanatbek Shagatayev | Pan Feng             | Ghiath Tayfour Suthep Wongsunthorn     |
| Poids moyens (-75 kg)         | Lee Seung-bae       | Arkadiy Topayev      | Chen Tao Dilshod Yarbekov              |
| Poids mi-lourds (-81 kg)      | Ayoub Pourtaghi     | Ko Young-sam         | Lakha Singh Vassiliy Jirov             |
| Poids lourds (-91 kg)         | Alisher Avezbaev    | Yousef Hawsawi       | Jiang Tao Bahman Azizpour              |
| Poids super-lourds (+91 kg)   | Oleg Maskaev        | Mohammad Reza Samadi | Safarash Khan Raj Kumar Sangwan        |

### Tableau des médailles
| Place | Pays              | Médaille d'or, Asie | Médaille d'argent, Asie | Médaille de bronze, Asie | Total |
| ----- | ----------------- | ------------------- | ----------------------- | ------------------------ | ----- |
| 1     | Philippines       | 3                   | 0                       | 2                        | 5     |
| 2     | Kazakhstan        | 2                   | 1                       | 2                        | 5     |
| 3     | Corée du Sud      | 2                   | 1                       | 0                        | 3     |
| 4     | Ouzbékistan       | 2                   | 0                       | 2                        | 4     |
| 5     | Thaïlande         | 1                   | 3                       | 3                        | 7     |
| 6     | Iran              | 1                   | 1                       | 2                        | 4     |
| 7     | Japon             | 1                   | 1                       | 0                        | 2     |
| 8     | Pakistan          | 0                   | 3                       | 2                        | 5     |
| 9     | Chine             | 0                   | 1                       | 2                        | 3     |
| 10    | Arabie saoudite   | 0                   | 1                       | 1                        | 2     |
| 11    | Inde              | 0                   | 0                       | 4                        | 4     |
| 12    | Indonésie         | 0                   | 0                       | 2                        | 2     |
| 13    | Turkménistan      | 0                   | 0                       | 1                        | 1     |
| 13    | Syrie             | 0                   | 0                       | 1                        | 1     |
| Total | 14 pays médaillés | 12                  | 12                      | 24                       | 48    |